# Atenas (apellido)

Torre Merlata del Giudicato di Torres

Antigua, noble y poderosa familia sarda del Reino de Torres, que emparentó con la dinastía logurodese de Lacon-Gunale, y que ya reinaba en tiempos de Mariano I (1063-1085), siglo XI, como señores de la curatoria de Caputabbas, Figulina y Nughedu, con casa solariega en Pozzomaggiore. Una de sus ramas pasó al Reino de Aragón en el siglo XV, y de allí más tarde al Virreinato del Perú, al Reino de Chile y a México. En este último fundaron casa de renombre, dedicándose dicha familia al comercio de libros entre los puertos de Cádiz y Veracruz desde el año 1767.
El linaje fue fundado por el griego Costantino de Atenas (Costantino de Athen), natural de dicha ciudad, que llegó a Cerdeña durante la dominación bizantina de la isla y se hicieron conocidos por su intento de aspirar a la corona del Juzgado de Torres, con quienes se vieron envueltos en sucesivas contiendas tras la muerte del juez Costantino I de Torres, además de realizar varias donaciones de tierras y propiedades, así como iglesias y monasterios a los camaldolesi, entre ellas la de San Nicolás de Trullas (1113) y la de San Michele de Terricellu (1136).  

## Historia del linaje
Los Atenas, originalmente Athen o Athene di Torres, aparecen en la historia del Juzgado de Torres ya desde el reinado de Mariano I (1063-1085), y eran un linaje judicial, común al linaje de Lacon-Gunale. 
Comita de Atenas (hijo del griego Constantino de Atenas) y su esposa Giorgia, fundó la iglesia de San Michele de Therricellu, que años después sería donada al monasterio benedictino de Montecassino. De este matrimonio nacieron Itocorre, Mariano y Pedro de Atenas (Pietro de Athen), quienes construyeron la iglesia de San Nicola de Trullas, y luego la donaron a los camaldolesi. Este último tuvo, de su esposa Padulesa, a Constantino de Atenas, llamado también Gosantine, que aparece en una donación a los camaldolesi del 24 de mayo de 1120, y que también les donó la iglesia de San Michele de Therricellu el 20 de mayo de 1136, que era de propiedad de su abuelo Comita de Atenas; asimismo figura en la donación de San Nicola de Trullas en 1113. A mediados del siglo XI Constantino de Atenas se casó con Preziosa (Pretiosa) de Lacon, hermana de Mariano I, y regía la Curatoria de Ficulinas (Florinas). Del matrimonio de ambos se registran al menos cuatro hijos: Pedro, Itocorre, Mariano y Susanna (o Giorgia).

## Aspiración a la corona del Giudicato de Torres
Los Atenas eran indudablemente, después de los Jueces de Torres, la familia más prominente. Tenían ricas propiedades, sobre todo en la Diócesis de Sorres, y ello se demuestra en el hecho de que fundaron un monasterio, dotándolo de tierras, ganado y criados. Este fue el monasterio camaldulense de San Nicola de Trullas en Pozzomaggiore, que dejó un valioso Condaghe, en el cual se registran los actos del monasterio desde su fundación en 1113. Los fundadores fueron Pedro de Atenas con su esposa Padulesa, Itocorre de Atenas con su esposa Elena de Thori, Mariano de Atenas, Níscoli de Carbia con su esposa Elena de Thori, Comita de Thori con su esposa Vera de Atenas, Constantino de Atenas, y los hijos Itocorre, Pedro y Giorgia de Atenas. La donación tuvo el consentimiento del juez de Torres Constantino de Lacon y de su esposa Marcusa de Gunale, cuyo período de reinado fue entre 1120 y 1127, aunque su nombre ya aparece en documentos de 1082 en la memoria de la conquista de las Islas Baleares. 

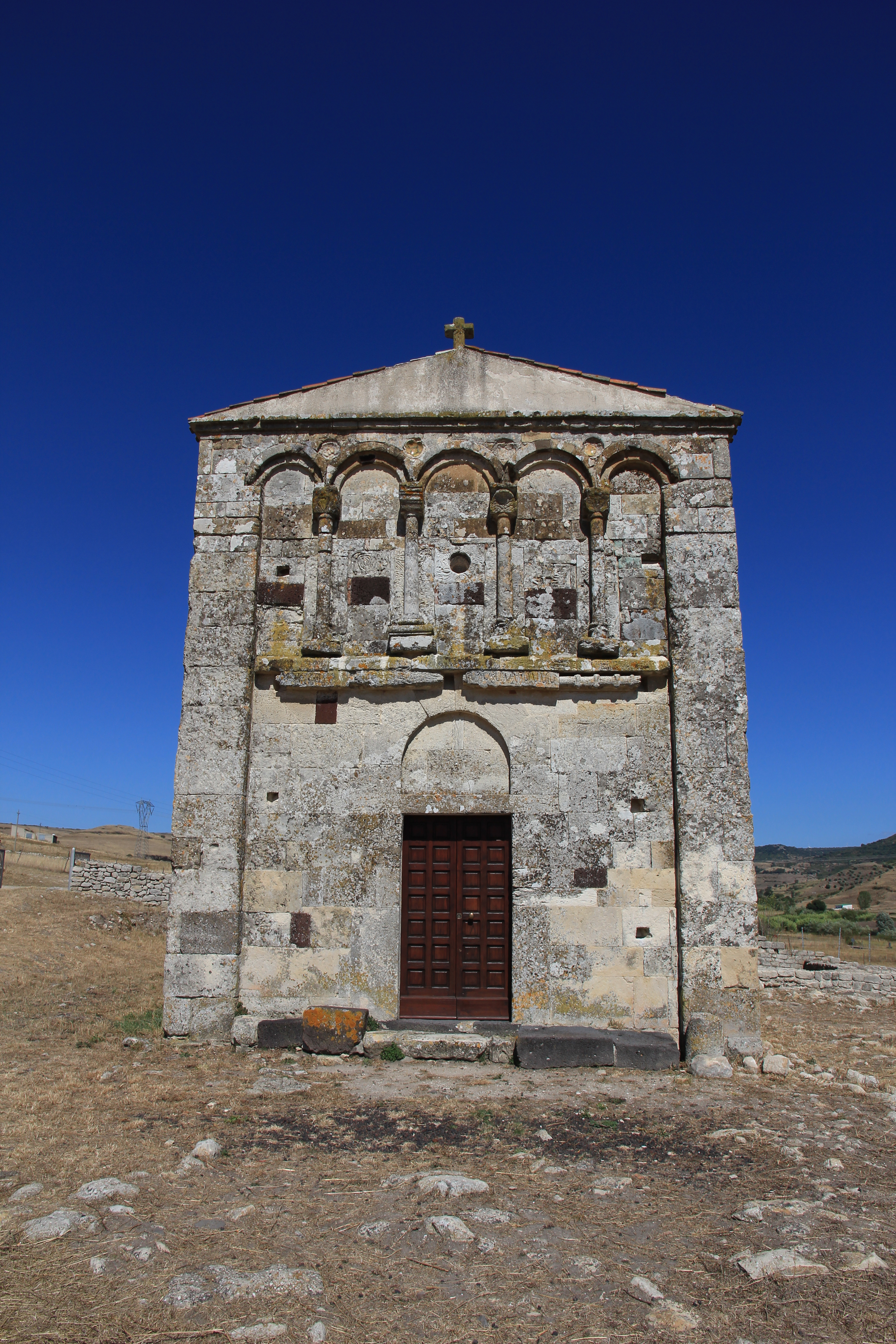
Iglesia de San Nicola de Trullas, fundada por la familia Athen (Atenas) en 1113.

Los Atenas tenían un pequeño reinado en la Curatoria de Caputabbas, de la cual uno de ellos era el curatore, pero indudablemente extendieron su interferencia y poder a otros puntos del juzgado, especialmente a través de la figura de los curatore, siendo varios de ellos miembros de la familia del juzgado. En el Condaghe de San Nicola de Trullas y el del Santa María de Bonarcado, se registra el nombre de treinta y dos miembros de la familia, entre los cuales destacan como curatores: Comita, Itocorre, Gosantine di Pietro, Petru, Arcatu, y Gunnari. Con estos curatores a su favor y toda su influencia, la familia Atenas estaba en condiciones de aspirar a la corona del juzgado e incluso al poder supremo de Cerdeña.

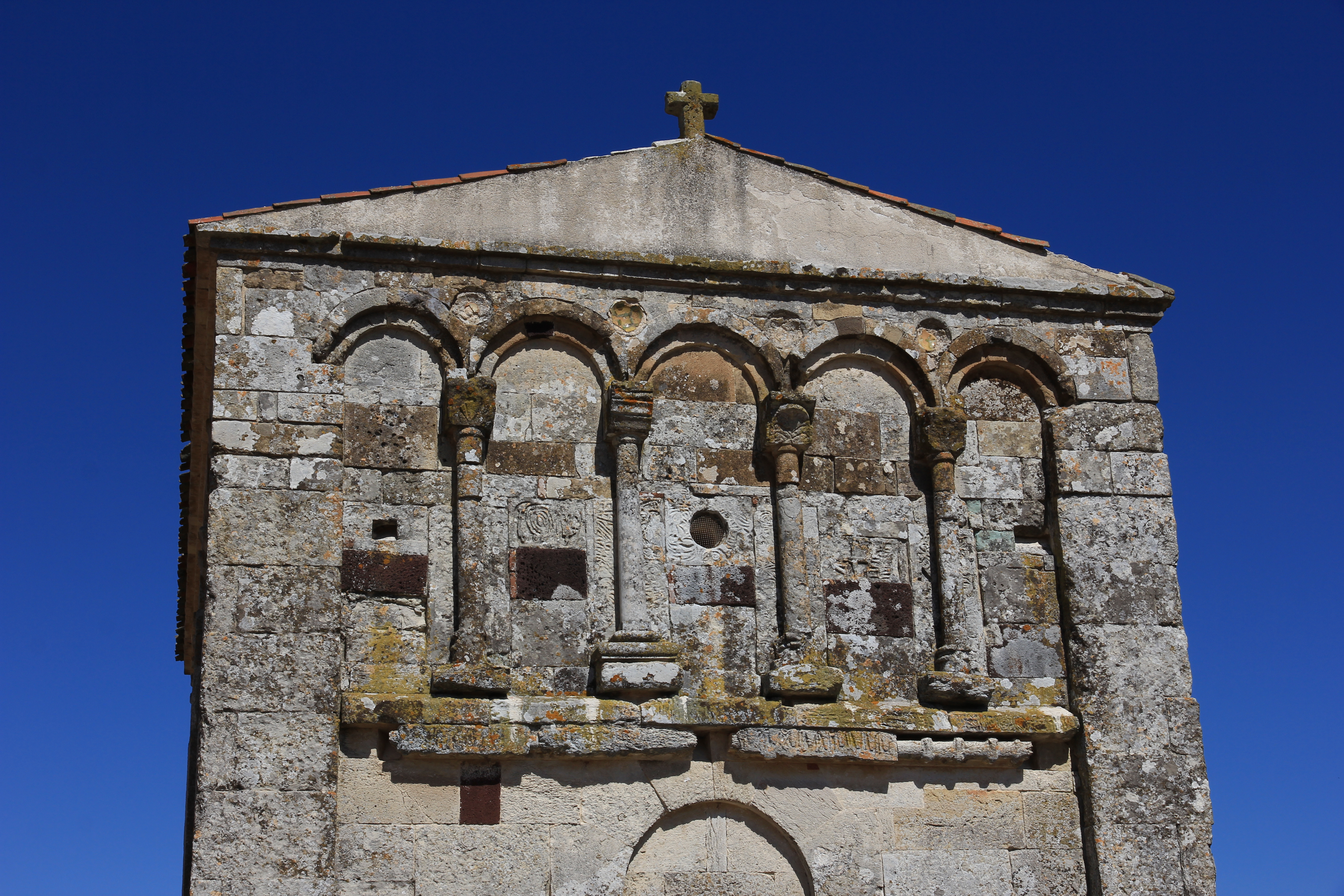
Semestene - Iglesia de San Nicola de Trullas

La ocasión se hizo favorable cuando murió hacia 1117 el juez Constantino, dejando a sus hijos a edad temprana, entre ellos a Gonario, heredero al trono, cuya vida estaba en riesgo. La corona del reino, no obstante, dictaminó que Gonario era el legítimo heredero en lugar de su hermano Saltaro (hijo del primer matrimonio de Marcusa) que se había distinguido en la expedición pisana por la conquista de las islas Baleares. Además, Saltaro estaba casado con una miembro de la familia Atenas, que trató de explotar este vacío momentáneo de regentes para tomar el dominio de la corona.
Entonces estallaron disturbios en el juzgado, incitados incluso por Génova, quienes también aspiraban al trono de Gonario. Un amigo de su padre, Ithocor Gambella, lo salvó. Gonario fue llevado en secreto hasta el Puerto de Torres (Portu Turris) por los comerciantes pisanos que vivían allí, y le hicieron refugiarse en la ciudad. Naturalmente, la república de Pisa estaba interesada en ganar el corazón del joven soberano, que era disputado además por la república de Génova, en lo que era una lucha de influencias. De hecho, el joven soberano fue trasladado a Pisa, donde se le hizo casar con la hija de su anfitrión, María Ebriaci, y tan pronto como cumplió los 18 años de edad, se le suministraron vehículos militares (cuatro galeras) para volver a Cerdeña y asentarse en el trono.
Entre el verano de 1130 y el de 1131, Gonario regresó a Cerdeña acompañado por su esposa María, Messer Ebriaci y otros nobles pisanos con una flota de cuatro galeras armadas por el mismo Ebriaci. Una vez desembarcado en Puerto Torres, Gonario fue recibido con grandes fiestas e inmediatamente reconocido como gobernante del Logudoro.
Los Atenas estaban en pie de guerra. Gonario fue reducido al Castillo de Ardara y sus fortalezas que junto a la basílica adyacente habían sido erigidas por Giorgia de Lacon, hermana del Juez Comita (o Mariano) que reinó entre 1073-1082. Desde Ardara, el nuevo soberano se preparó para enfrentar a los enemigos, emprendiendo la construcción de otras fortalezas en las laderas del Monte Rasu. Los Atenas decidieron trasladar el ataque, quizás con la intención de apoderarse de Gonario, pero varios de ellos cayeron bajo los muros del castillo. El joven Juez, con sus partidarios, decidieron contraatacar sorprendiendo a la familia enemiga en la Iglesia de San Nicola di Trullas, donde se habían refugiado los sobrevivientes, y allí se les dio muerte. 
Luego de la masacre junto al altar de San Nicola de Trullas, los sobrevivientes de la familia Atenas siguieron teniendo notoria presencia en la aristocracia turritana. El 20 de mayo de 1136, también en Ardara, Gonario y su esposa María asistieron y ratificaron solemnemente el acto con el que Constantino de Atenas donaba al monasterio de S. Benedetto di Montecassino la iglesia de S. Michele de Therricellu, que restauró, ya que había sido erigida por Comita de Atenas, su abuelo, e hijo a su vez del patriarca de la familia, Constantino de Atenas, griego llegado durante la dominación bizantina. El documento en que consta la presencia de María junto a su esposo, parece probar que la aristocracia del Giudicato era ahora solidaria y leal a la pareja gobernante. En este sentido, un documento de Pisa con fecha del 10 de noviembre de 1144 informa que la hija de Constantino (es decir, Susana de Atenas mencionada por su padre en el acto de donación de 1136) se había casado con Cane, hijo del difunto Ugo "Ebriaco", y por lo tanto cuñado de Gonario.

## La familia durante la dominación aragonesa de Cerdeña
Durante el reinado de Jaime II de Aragón, siendo su hijo el infante Alfonso IV de Aragón procurador de la Corona, este lideró la expedición aragonesa que tomó la isla de Cerdeña (1323-1324) que había sido adjudicada al rey de Aragón por el Papa en el tratado de Anagni (1295). Para la conquista contaba con 80 naves grandes y muchas más de menor tamaño, 1.000 caballeros, 4.000 infantes, 2.000 ballesteros y 3.000 auxiliares. 
Bajo este escenario, un Comita Atenas rindió homenaje al infante Alfonso IV de Aragón por el feudo de S. Andrea di Socio en 1323. Comita murió en 1339 y fue sucedido por su hijo, Pietro, quien también obtuvo numerosos feudos en la curatoria de Sols (Sulcis), entre ellos, los antiguos pueblos de Bau de Cannas, Buistiri, Garamata, Suergiu y Arenas en el Giudicato de Cagliari, incluidos en la Curatoria de Sols. Su hijo, Alibrando de Atenas (también escrito como Athene, Asen o Sena), amplió aún más sus posesiones feudales. Fue un destacado señor feudal, capitán en Arborea y procurador de Brancaleone Doria. En 1359, acude a Barcelona para el juramento de lealtad al rey, luego de comprar la villa de Barrali en la curatoria de Dolia a Pere de Sitges, comerciante de Barcelona, que en 1331 junto a su hermano Bernat de Sitges la había adquirido por 590 libras a Jaime II de Mallorca, por entonces señor feudal de la villa de Barrali.
Durante las luchas de Arbórea y Aragón, entre todos los feudos que Alibrando de Atenas consiguió, se le concedió el antiguo pueblo medieval de Palmas di Sols, junto al Castillo de Palmas, que formaba parte de la curatoria de Sulcis en el Giudicato de Cagliari que mantuvo hasta el año 1366, año en que todos sus feudos fueron confiscados a causa de su rebelión. A este episodio se le da mucha importancia, ya que Alibrando era uno de los señores feudales más poderosos y considerado como uno de los más leales al rey de Aragón, pero en 1363 junto a su hijo Giacomo de Atenas se rebela contra los aragoneses y se une al juez de Arbórea.

## Descendencia e influencia en España
En España, el linaje dejó notable descendencia: un Juan de Atenas era vecino de Piñel de Arriba (Valladolid) en 1552;. Pedro Atenas y su esposa Ángela Sánchez aparecen en el bautismo de su hija Mariana Atenas Sánchez en Almansa (Albacete), año 1676; Domingo Atenas y su esposa Isabel de Piqueros eran vecinos de Villa de Ves (Albacete) en 1702; Antonio Atenas era vecino de Crespiá en Gerona, año 1731. No obstante, en el mundo hispano fueron de relevancia:
Fray Pedro de Atenas, prior y procurador del lugar de Cubilla, año 1487. Junto al Abad del Convento de la Vid y otras personas de Cubilla, fue querellado por la Villa de Santo Domingo de Silos frente a la Real Chancillería de los Reyes de Castilla, por agredir a los enviados desde esta villa hacia Cubilla, cuando fueron a tratar con ellos de la "prórroga de cierto término" (27 de abril de 1487, Tordesillas).
Andrés de Atenas, nacido hacia 1550, fue regidor de Sevilla y estaba casado con Anuonía de Almunía, natural de Madrid. Su linaje emparentó con la distinguida familia Ladrón de Guevara, ya que su hija Ana de Atenas contrajo nupcias con Pedro Ladrón de Guevara, ambos nacidos en Madrid. El hijo de este último matrimonio fue Diego Ladrón de Guevara y Atenas, también natural de Madrid, quien presentó su genealogía para el ingreso a la orden de Calatrava en 1643.
Jayme Atenas, Capitán español, quien el 25 de mayo de 1703, en compañía del capitán Bartholomé de Medellín, comandó una fragata hasta la plaza de Melilla, en donde combatió a los moros en un recio combate que se extendió por más de cuatro horas, y en el que mataron a 13 moros y trajeron 16 cautivos, presa de mucho valor, cargada de espejos, vidrios de todos géneros, abalorios, cantidad de ceñidores de seda y algunas telas, además de cuatro cañones de artillería, que llevaron hasta el castillo de Casaza en Tosos.

## Descendencia e influencia en Chile
En Chile, el linaje Atenas partió con el Capitán Atenas, quien fundó casa en la ciudad de Concepción en 1657, donde llegó procedente del Perú. Su descendencia se estableció en la Provincia de Melipilla, donde se mantienen hasta la actualidad algunas ramas familiares, que vivieron arraigadas al campo chileno. 
Tomás Pino Aldunate, en su web sobre <<genealogía de familias chilenas>>, indica que el apellido Atenas partió en Chile con Esteban de Atenas, el mismo Diego de Atenas (1587-1605), hijo del capitán Francisco Alonso Ortiz de Atenas; sin embargo, este murió sin hijos. El apellido Atenas referido es una variante del apellido castellano Tena, que traía María de Tena y Ascencio, madre del capitán Ortiz de Atenas. Luis de Roa y Ursuá en <<El reyno de Chile, 1513-1810: estudio histórico, genealógico y biográfico>>, indica que en Chile se le conocía vulgarmente como Atenas.
Fueron de relevancia en Chile:
Fray Diego de Atenas, franciscano nacido entre 1513-1520 (o 1530 como señala otra fuente); llegado a Chile en 1557 en compañía del Gobernador García Hurtado de Mendoza; estante en Santiago en 1565, 1576 y 1578; denunciado al tribunal de la Inquisición por solicitante en 1575, pero sin mucho fundamento; guardián de la casa y convento de San Francisco en Santiago (1576), que por el cotejo de las firmas se comprueba que era distinta persona de fray Diego de Tena (otro franciscano, estante en Santiago en 1565).
Capitán Atenas, soldado antiguo del Virreinato del Perú, enviado por el virrey del Perú en un navío a Concepción, Chile, año 1657, a cargo de 206 hombres en compañía del capitán Alonso de San Martín, Antonio Mogollón y Nicolás Bullón. Llegó a Concepción el 18 de mayo de ese año, trayendo la noticia de la muerte del Marqués de Baides Francisco López de Zúñiga y Meneses. Pasó a la Guerra de Arauco junto a los nombrados.
Rosauro Atenas, agricultor en Melipilla, contrajo nupcias con Juana Taibo de Aránguez, bisnieta de Juan López de Taibo, natural de Dexo y descendiente de la casa de Taibo situada en tierras de Mariños, feligresía de Dexo, Galicia, quien pasó a Chile en la expedición que trajo Antonio de Mosquera, en 1604. Su esposa Juana Sarmiento de Quiroga era hija legítima de Andrés García de la Peña y Neira (llamado también Andrés García de Rivadeneira), capitán encomendero de Valdivia y muerto en el célebre combate de los catorce de la fama. Juan de Taibo y Sarmiento de Quiroga, hijo de Juan López de Taibo y de Juana Sarmiento de Quiroga, y abuelo de Juana, había contraído nupcias con Josefa de Villanueva, bisnieta de Juan de Villanueva Villoldo, Teniente Corregidor de Melipilla, nombrado el 23 de marzo de 1649, hijo de los hidalgos aragoneses Francisco de Villanueva y de María Aranda. De esta línea, descendiente de los nobles de Galicia y Aragón, desciende parte del linaje Atenas de Melipilla a través de Domingo Atenas Taibo, hijo de Rosauro Atenas, y casado el 20 de abril de 1808 con Melchora Fernández Silva, también natural de dicha localidad.
Pedro Atenas, nacido hacia 1636 en Melipilla, fue agricultor y dueño de una chacra en Pomaire, donde contrajo nupcias con Lorenza Agüero, nieta del Sargento mayor Francisco de Agüero, dueño de tierras en la Estancia de Pomaire, y de su esposa Magdalena de Salinas Villegas, esta última, hija de Francisco de Salinas Narváez, natural de Osorno y dueño de la estancia de Angostura, y nieta a su vez del capitán Luis de Salinas y Guevara, natural de Castilla, Gobernador de Chiloé y dueño de tierras en Aculeo, casado con Leonor de Sagredo y Narváez, hija de Francisco Sánchez de Santesteban y Sagredo, del mayorazgo de Zafra en la jurisdicción de Úbeda, Andalucía.
Miguel Luis Atenas Carreño (Huechún, Melipilla, 20 de diciembre de 1909–Talagante, 9 de agosto de 1964), hijo de Luis Atenas (nacido en 1879; agricultor en Huechún, hijo a su vez de Luisa Atenas, quien residía allí desde 1894) y de María Carreño Pérez (nacida en Huechún, año 1880, hija de Galo Carreño y de Juana Pérez), casado con Marta Marambio Vera (1913-2006), ambos propietarios de la panadería Atenas, en tiempos de los hermanos Bráncoli, en Talagante, quienes eran dueños de la panadería La Espiga de Oro.
Luis Fernando Atenas Huaico, nacido el 30 de junio de 1927, en la comuna el Monte, Provincia de
Talagante de la Región Metropolitana, se trasladó a la VII Región del Maule, ciudad de Talca donde contrajo matrimonio con Aurelia del Carmen González Hormazábal con quien tuvo 06 hijos, Luis Jaime, Manuel Fernando, Guido Wensenlao, EGIDIO ENRIQUE, Consuelo Del Carmen, Juan Andrés, todos Atenas González. Luis Fernando Atenas Huaico fue presidente del SINDICATO OBREROS Y EMPLEADOS de la empresa Arrocera Miraflores, LUCHANDO POR MEJORES CONDICIONES LABORALES Y DERECHOS PARA SUS TRABAJADORES empresa donde trabajo desde los 18 años de edad hasta jubilar a los 65 años, falleciendo el 30 de junio de 2019, de sus hijos Egidio Enrique Atenas Gonzalez es nombrado HIJO ILUSTRE DE LA CIUDAD DE TALCA al cumplir 25 años al servicio de la comunidad en el Cuerpo de Bomberos de Chile, prestando servicios voluntarios en la Cuarta Compañía de Bomberos de Talca "PATRIA Y SACRIFICIO", en el año 2014.
Enrique Atenas Vera, oriundo de Mallarauco, que llegó a San Antonio a principios de la década del 80, donde fue uno de los principales dirigentes que conformaron la población 30 de Marzo. Fue trabajador de Ferrocarriles del Estado por 31 años. Famoso rayuelero en San Antonio, donde participó en muchos clubes de rayuela, siendo el último el denominado Yerba Buena. Llegó a ser presidente de la Asociación de Rayueleros de San Antonio. En 2010 se creó la copa Enrique Atenas Vera en su honor, como premio a los rayueleros de dicho lugar. Contrajo matrimonio con Emilia Fuentes, con quien llegó en 1982 a San Antonio, y donde nacieron sus seis hijos.
Jaime Alejandro A. Atenas Sánchez, músico porteño nacido en 1959 en Viña del Mar, hijo de Jaime Andrés Atenas Salgado (Presidente Agrupación de Disc Jockeys de Valparaíso, Director Artístico de Radio Porteña) y de Olga Sánchez Rodríguez (primera DJ latinoamericana de vinilos en los años cincuenta);fundador y saxofonista del grupo de jazz chileno Ensamble Jazz-Fusión (1981-1993); integrante de la banda de fusión latinoamericana Congreso desde 1984 a la actualidad, donde es saxofonista, soprano y tenor.
Ignacio Atenas Rodríguez (Talagante, Chile, 6 de julio de 1992) es un biotecnólogo, escritor y divulgador científico chileno, conocido por sus artículos enfocados en los nuevos descubrimientos de antibióticos y metabolitos en Chile, y por ser parte de la nueva generación de escritores de ciencia ficción chilena, siendo precursor del género biopunk. En julio de 2015 fue finalista del Concurso de Relatos de Terror y Misterio de la Universidad Tecnológica de Chile con el relato de misterio titulado "En la Sombra del Mañana"

## Descendencia e influencia en México
Juan de Atenas, español nacido en Cádiz y fundador de la Casa de Atenas en Veracruz fue un importante comerciante de libros desde 1767 entre el puerto de Cádiz y el de Veracruz. Fue padre de María Hipólita de Atenas, “joven criolla”, heredera de la casa comercial de su padre, que casó con el Coronel Ventura de Mora, principal agente del comerciante Francisco Ignacio de Yraeta en el Puerto de Veracruz, con quien “sostuvo correspondencia desde 1769 hasta 1792”. María Hipólita de Atenas fue corresponsal de Francisco Ignacio de Yraeta, por herencia de su suegro. A la muerte del “compadre Ventura”, Francisco Ignacio de Yraeta asumió la tutoría de los hijos de este (Ventura Domingo de Mora y Atenas y Antonio de Mora y Atenas), “a quienes encauzó como cadetes del Regimiento de Infantería de México; mientras que a María Hipólita de Atenas, ya viuda, la asesoró en la inversión de sus capitales en el Consulado de México (en el Derecho de Avería) “para efecto de proporcionarles a sus tutorados las mesas necesarias para su sustento”. En 1793, año en que los jóvenes fueron trasladados a La Habana, Yraeta no dejó de atenderlos; pidió a su sobrino Gabriel Raimundo de Azcárate, su corresponsal en esa plaza, que velara y cuidara de la carrera militar de los jóvenes. En 1795 logró conseguir el grado de capitán en la compañía de Joaquín Goyeneche para el joven Ventura Domingo de Mora y Atenas, mientras este andaba en campaña en Florida. Esta acción titular de Yraeta fue correspondida por la viuda, al cederle en 1796 sus inversiones en el Consulado por el pago de catorce mil pesos. Estas acciones le permitieron a Yraeta aumentar sus inversiones, mientras que la viuda optó por el capital líquido para aplicarlo al giro comercial.
Gaspar de Atenas y Palacios, hijo de otro Gaspar de Atenas y de María Libreros, casado el 27 de agosto de 1743 en San Juan Evangelista, Acatzingo, con Mariana Gómez Daza [hija de José Gómez Daza y Micaela Rodríguez], ambos vecinos de Acatzingo, Puebla, en 1744, año en que fue bautizada su hija Josefa María Felipa Atenas Gómez (San Juan Evangelista, Acatzingo, 27 de mayo de 1744). Según parece era familiar o pariente de Juan de Atenas, el fundador de la Casa de Atenas en Veracruz.

## Descendencia e influencia en Perú
Juan de Atenas, nacido hacia 1500. Venido de España al Perú, vecino de Ciudad de Los Reyes (actual Lima), Perú, año 1537, donde aparece como platero. Arrendó durante un año una tienda por 100 pesos a Juan Cansino para ejercer su oficio, quien otorgó la carta de arrendamiento por poder del Contador Domingo de la Presa, con fecha 10 de agosto de 1537, ciudad de Los Reyes.
De entre los primeros mencionados aparecen:
Pedro Atenas junto a su esposa eran vecinos de la ciudad de Lima en 1761; estaba casado con Valentina Villalobos. Fueron padres de:  
1. Tomás Atenas Villalobos, bautizado el 3 de enero de 1765 en Santa Ana, Lima.
2. Cipriano Atenas Villalobos, bautismo en Santa Ana, Lima, el 10 de marzo de 1761, estaba casado con Ángela Migueles, quienes eran vecinos de Lima en 1787. Fueron padres de 1. Francisca Atenas Migueles, bautismo Santa Ana, Lima, 14 de noviembre de 1787. 2. Lorenzo Atenas Migueles, bautismo Santa Ana, Lima, 18 de septiembre de 1791.
3. José Atenas Villalobos, quien contrajo nupcias con María Teresa Espíndola (El Sagrario, Lima, 28 de junio de 1777). De sus hijos se registran: 1. Felipe Atenas Espíndola, bautismo en El Sagrario, Lima, 29 de marzo de 1783. 2. Simona Atenas Espíndola, bautismo en San Marcelo, Lima, 10 de marzo de 1793. 3. Julian de Atenas Espíndola, bautismo en El Sagrario, Lima el 6 de noviembre de 1786.